# The Black Scorpion
The Black Scorpion – amerykańsko-meksykański monster movie z 1957 roku w reżyserii Edwarda Ludwiga.
Efekty specjalne animacji poklatkowej do filmu zostały stworzone przez Willisa O’Briena.

## Fabuła
Trzęsienie ziemi nawiedza Meksyk, powodując utworzenie nowego wulkanu nieopodal wioski San Lorenzo. Geolodzy, Amerykanin dr Hank Scott i Meksykanin dr Arturo Ramos, zostają wysłani w celu zbadania wulkanu. Jadąc do San Lorenzo słyszą przeraźliwe odgłosy. znajdują po drodze opuszczony dom i zniszczony radiowóz policyjny. Przez działające jeszcze radio policyjne Ramos informuje o wypadku. Niesieni grzechoczącym odgłosem odkrywają porzucone niemowlę i martwego od szoku policjanta Vegę, do którego należał radiowóz.
Hank i Arturo zabierają niemowlę do San Lorenzo, i przekazują je przyjaciołom zaginionych rodziców dziecka, gdzie są goszczeni przez ojca Delgado, miejscowego księdza. Od niego dowiadują, że coś pustoszy okoliczne farmy i mieszkańcy wierzą, że winowajcą jest demoniczny byk i błagają o boską interwencję. Niezrażeni Hank i Arturo rozpoczynają badania geologiczne, gdy członkowie armii meksykańskiej pod dowództwem majora Cosio przybywają do San Lorenzo, aby rozpocząć działania ratownicze. Po dotarciu na wulkan spotykają miejscową farmerkę Teresę Alvarez, która wpada w oko Hankowi, Arturo zaś odkrywa zastygły obsydian. Tymczasem z ekspertyzy doktora de la Cruza wynika, że sierżant Vega umarł od trucizny biologicznego pochodzenia.
Nocą w hacjendzie Teresy znaleziony obsydian okazuje mieć w sobie żywego skorpiona. Gdy Teresa nadzoruje telefonicznie naprawy w jej majątku po kolejnym wybuchu wulkanu, mechaników telefonicznych  zabijają gigantyczne skorpiony. Wkrótce skorpiony także atakują San Lorenzo i hacjendę Teresy, a meksykańskie wojsko nie jest w stanie ich skrzywdzić. Następnego ranka potwory znikają, pozostawiając władzom zwrócenie się o pomoc do znanego entomologa doktora Velazco. Skorpion z obsydianu jest wymarłym gatunkiem, co może mieć związek z jego gigantycznymi odpowiednikami. Velazco stwierdza, że można wykorzystać fakt, że potwory aktywne były tylko nocą i trzeba zlokalizować ich legowisko, by zabić je trującym gazem. Trop wiedzie do podnóży wulkanu, gdzie jest podziemna grota.
Gdy jeden z uczestników wyprawy spada w dół, Hank i Arturo jako ochotnicy zostają spuszczeni na dno groty. Nie wiedzą, że niepostrzeżenie jest z nimi Juanito, chłopiec pracujący z matką jako służba Teresy. Podczas dokumentacji odkrywają, że oprócz wielkich skorpionów żyją równie wielkie i potworne dżdżownice oraz pająki. Zaś co słabsze osobniki są zabijane jako pokarm dla reszty. Juanito ujawnia swą obecność, gdy zostaje ocalony przed pająkiem. Gdy cała trójka cudem ucieka z groty, do której wejście zostaje wysadzone przez wojsko. Mimo to, wywiad wojskowy odkrywa, że skorpiony schroniły się w podziemnych tunelach.
Velazco werbuje Hanka i Arturo do wymyślenia sposobów zniszczenia skorpionów lub zamknięcia wejść do tunelów. Skorpiony ujawniają się kilka dni później, gdzie atakują pociąg. Po tym odbywa się walka między skorpionami kończąca się, gdy największy z nich zabija pozostałych przed wyruszeniem do Mexico City. Hank i Arturo wymyślają plan zwabienia go na stadion ciężarówką mięsa, a wojsko odwraca jego uwagę na tyle długo, aby Hank mógł strzelić kablem elektrycznym przymocowanym do włóczni w jego gardło, które jest jego jedynym wrażliwym miejsce. Po zniszczeniu kilku czołgów i helikopterów ocalałe myśliwce detonują ładunek elektryczny, ostatecznie zabijając ostatniego skorpiona.

## Obsada
- Richard Denning – dr Hank Scott
- Mara Corday – Teresa Alvarez
- Carlos Rivas – dr Arturo Ramos
- Carlos Múzquiz – dr Velazco
- Arturo Martínez – major Cosio
- Mario Navarro – Juanito
- Fanny Schiller – Florentina
- Pedro Galván – ojciec Delgado
- Pascual García Peña – dr José de la Cruz
- Bob Johnson –
  - Narrator (głos),
  - policyjny dyspozytor (głos),
  - prezenter radiowy (głos),
  - spiker przemówień (głos)

## Odbiór
„Harrison’s Reports” dał The Black Scorpion mieszaną recenzję, chwaląc jego efekty specjalne, ale miał zastrzeżenia co do jego niezwykłej narracji, długiego czasu trwania i przeciętnych zdjęć z „odrażającymi zbliżeniami”. „New York Times” chwalił meksykańskie lokalizacje i niektóre „techniczne fałszerstwa”, ale uznał film za „ściśle standardowy” z nadającymi się do zapomnienia elementami fabuły poświęconym ludziom.
The Black Scorpion pojawił się w 113. odcinku programu Mystery Science Theatre 3000, wyśmiewającego słabe produkcje filmowe.